# Henri Bérengier
Pour les articles homonymes, voir Bérengier.
Henri Louis Marie Bérengier, né le 15 février 1880 à Marseille et mort le 1er mai 1943, est un graveur et peintre français.

## Biographie
Il voit le jour dans une famille d'architectes et d'entrepreneurs très connue à Marseille. Il y passe une enfance dorée. Il est d'abord l'élève de son père, le rentier et artiste-peintre Théophile Bérengier, lui-même élève du peintre-graveur Ferdinand Gaillard. Et le jeune Henri bénéficie d'un environnement artistique très riche. Il fréquente ainsi le salon d'un ami de son père Auguste Vimar fréquenté par de nombreux artistes de son temps : Monticelli, Cézanne, Seyssaud ou Victorien Sardou.
Sa vocation pour la gravure se révèle de bonne heure. Il fréquente les ateliers de Valère Bernard et de Marius Barret. Ses qualités innées se développent par le patient travail de recherches auquel il se livre passionnément. Il acquiert ainsi une technique qui se perfectionne chaque jour. Ses premiers cuivres sont consacrés à la reproduction de tableaux de maîtres. Il trouve son inspiration au Musée Longchamp, il grave ainsi : Le Cuisinier comptable de Th. Ribot ou L'Homme à la ganse jaune. Puis s'inspirant directement de la nature, d'un burin intelligent et habile, il grave des vues de sa ville natale : la place Thiars, le quai de Rive-Neuve, la place aux Huiles ou l'intérieur de l'abbaye Saint-Victor. Ces premières planches le font connaître du public.
Il part à Paris en 1909 et installe son atelier au 81, rue Dareau. Il retrouve dans la capitale un vieil ami de son père, le peintre d'art religieux Henri Pinta, Grand prix de Rome, et certains de ses plus vieux amis de Marseille, les poètes Lucien Rolmer et Emile Sicard, Edmond Jaloux, Gilbert de Voisins, Erlande... Il se lie d'amitié avec Auguste Rodin qu'il admire.
La Revue de l'Art ancien et moderne lui commande diverses planches : en 1910, L'Enfant aux cerises de Manet, en 1911, Le Fumeur de Franz Hals, en 1912, Portrait de la première femme de Danton par David, en 1913, Portrait de Jean-Georges Wille par Greuze. Il est reçu au Salon et obtient en 1912 une Mention honorable mais la guerre arrive. Il est mobilisé en 1914. Il est versé au 141e régiment d'infanterie de ligne. Il revient avec 3 blessures, 2 citations, la Croix de guerre et la médaille militaire... et de nombreuses études sur nature.
Il reprend sa collaboration avec La Revue de l'Art ancien et Moderne et grave en 1920 la Vénus de Luynes, un torse de marbre du Cabinet des Médailles de la Bibliothèque Nationale.
Il reçoit la médaille de bronze au Salon de 1924. Il devient membre titulaire de la Société des artistes français en 1926. Il est aussi membre de l'Association française des artistes graveurs au burin, qui lui achète le Château de cartes d'après Chardin.
En 1926, il obtient le prix Henriette-Ernestine Boissy. En 1934, il est lui est décerné la médaille d'argent qui le met hors concours.